# Medalha da Campanha Americana
A Medalha da Campanha Americana é um prêmio militar das Forças Armadas dos Estados Unidos que foi criado em 6 de novembro de 1942, por Executive Order 9265 emitido pelo presidente Franklin D. Roosevelt . A medalha destinava-se a reconhecer os militares que haviam prestado serviço militar no Teatro de Operações Americano durante a Segunda Guerra Mundial . Uma medalha semelhante, conhecida como Medalha do Serviço de Defesa Americano, foi concedida pelo serviço ativo antes da entrada dos Estados Unidos na Segunda Guerra Mundial. História
A Medalha de Campanha Americana foi estabelecida pela Ordem Executiva 9265, 6 de novembro de 1942, pelo presidente Franklin D. Roosevelt e anunciada no Boletim 56 do Departamento de Guerra de 1942. Os critérios foram inicialmente anunciados na Circular 1 do Departamento do Exército (DA), datada de 1º de janeiro de 1943, para que a fita pudesse ser autorizada antes do desenho da medalha. Os critérios para a medalha foram anunciados na Circular DA 84, datada de 25 de março de 1948 e posteriormente publicada no Regulamento do Exército 600–65, datada de 22 de setembro de 1948. A Medalha da Campanha Americana foi emitida como uma fita de serviço apenas durante a Segunda Guerra Mundial e não foi emitida como uma medalha de tamanho normal até 1947.
O primeiro a receber a Medalha da Campanha Americana foi o General do Exército George C. Marshall, Jr.
Em janeiro de 2020, a Força Aérea dos Estados Unidos autorizou retroativamente o streamer da Campanha Americana a voar da bandeira da Patrulha Aérea Civil localizada na Sede Nacional do CAP, Base Aérea de Maxwell, Alabama . O streamer reconhece o envolvimento do CAP em operações de patrulha costeira entre maio e agosto de 1943, enquanto estava ligado ao Comando Antissubmarino da Força Aérea do Exército .